# Ammóniumion
Az ammóniumion az ammónia konjugált sava. Képlete {\displaystyle {\ce {NH4+}}}.
Keletkezésének képlete: {\displaystyle {\ce {NH3 + H2O <=> NH4+ + OH-}}}.

## Sav-bázis reakciókban jelentkező tulajdonságai
Ammónia Brønsted-savval történő reakciójakor keletkezik:
{\displaystyle {\ce {H+ + NH3 -> NH4+}}}
Savas tulajdonságokat mutat: Brønsted-bázissal reagálva ammónia keletkezik:
NH+4 + B− ⇌ NH3 + HB
Az ammóniából képződő ammóniumionok mennyisége függ az oldat pH-jától. Ha a pH alacsony, az egyensúly jobbra tolódik: több ammóniumion keletkezik. Ha a pH magas (a protonkoncentráció alacsony), az egyensúly balra tolódik: az ammóniumiontól a hidroxidion elvesz egy protont, így ammónia keletkezik.

## Fordítás
Ez a szócikk részben vagy egészben  az   Ammonium című angol Wikipédia-szócikk fordításán alapul.  Az eredeti cikk szerkesztőit annak laptörténete sorolja fel. Ez a jelzés csupán a megfogalmazás eredetét és a szerzői jogokat jelzi, nem szolgál a cikkben szereplő információk forrásmegjelöléseként.